# Epoca comerțului Nanban

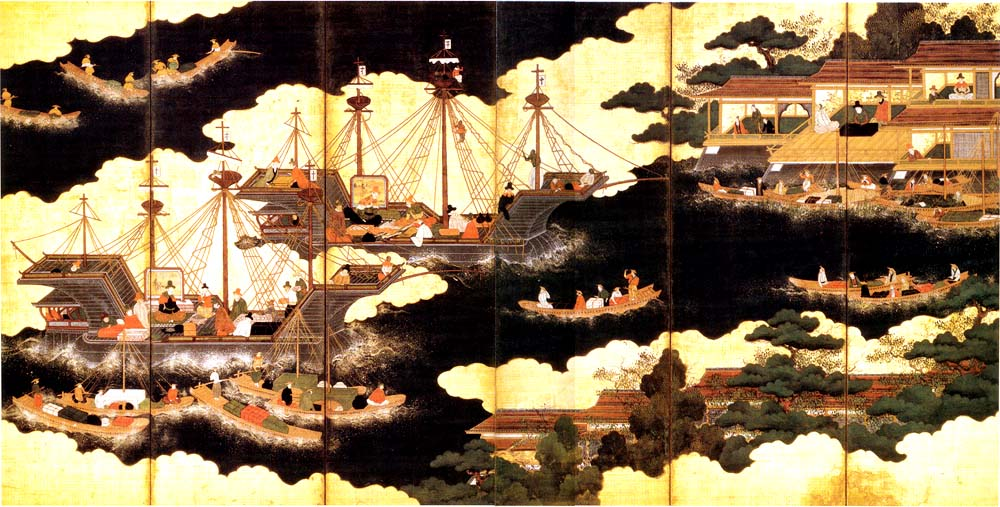
Epoca comerțului Nanban

 Epoca comerțului Nanban (jap. 南蛮貿易時代)  este o perioadă între anii 1543 - 1650 din istoria Japoniei, care are loc o dată cu sosirea aici a primilor europeni și durează până la sfârșitul perioadei Sengoku și începutul perioadei  Edo cu aplicarea legilor Sakoku care prevedea izgonirea europenilor din Japonia. A fost o perioadă în care Japonia duce o politică comercială de deschidere spre Europa.